# Erebia infulata
Erebia infulata är en fjärilsart som beskrevs av Cabeau 1910. Erebia infulata ingår i släktet Erebia och familjen praktfjärilar. Inga underarter finns listade i Catalogue of Life.